# Hollywood Undead
Hollywood Undead es una formació nord-americana de rap rock originària de Los Angeles, Califòrnia. Tots els membres de la formació utilitzen pseudònims i porten la seva pròpia careta. Els membres actuals de la formació son Charlie Scene, Danny, Funny Man, J-Dog i Johnny 3 Tears. La formació ha venut més de 2 milions de discs només en Estats Units, i 3 milions de discos en tot el món. 
La formació es va crear en el 2005, quan Deuce (Aron Erlichman) i J-Dog (Jorel Decker), van pujar la seva cançó "The Kids" a MySpace. En un principi, la cançó s'anomenaria "Hollywood Undead" i la banda "The Kids", però van decidir que la banda s'anomenara Hollywood Undead. Durant les nou primeres setmanes a MySpace, la cançó va estar en els primers llocs. Després de rebre comentaris positius, van decidir organitzar-se i formar la banda amb els seus amics Shady Jeff, Johnny 3 Tears, Charles P. Scene, Funny Man y Da Kurlzz. En una entrevista amb la revista "Shave", J-Dog va explicar: Quan van formar la banda, qualsevol que estigués a la habitació en aquell moment i estigués tocant un instrument, "ja estava en la banda". Després, Shady Jeff va ser expulsat per cobrar molts diners i tenir un segur car.
Van llençar el seu primer àlbum Swan Songs el 2 de setembre de 2008, i el seu CD/DVD en viu Desperate Mesures. El 5 d'abril de 2011, van llençar el seu segon àlbum de estudi, American Tragedy.

El seu tercer àlbum d'estudi, Notes from the Underground, va ser llençat el 8 de gener de 2013 i el seu quart àlbum de estudi Day of the Dead, va sortir a la llum el 31 de març de 2015.
Van llençar el seu cinquè àlbum titulat Five el 27 de octubre de 2017.